# Roberto Muzzi
Roberto Muzzi (ur. 21 września 1971 w Marino) – włoski piłkarz występujący na pozycji napastnika.

## Kariera

### Klub
Muzzi rozpoczął karierę w stołecznej Romie. W Serie A zadebiutował 11 lutego 1990 w spotkaniu z Interem zremisowanym 1-1. W tym samym meczu zdobył swoją pierwszą bramkę w karierze.
Został wypożyczony do Pisa Calcio, ekipy grającej w Serie B. Po powrocie do Romy sprzedany został do Cagliari Calcio, gdzie spędził 4 sezony, zdobywając w nich 31 goli w spotkaniach Serie A i 17 Serie B.
W barwach Udinese Calcio dwukrotnie wystąpił przeciwko polskim drużynom. W Pucharze UEFA 1999/00 w II rundzie drużyna z Udine zmierzyła się z Legią Warszawa. Polacy odpadli po porażce 1-0 i remisie 1-1. Rok później w kolejnej edycji Pucharu UEFA inny klub ze stolicy walczył z drużyną Muzziego. W I rundzie uległa im Polonia Warszawa (w Płocku 0-1, w Udine 2-1). To właśnie w spotkaniu rewanżowym Muzzi zdobył zwycięską bramkę.
W latach 2003–2005 występował w S.S. Lazio. Muzzi nie był tam jednak podstawowym zawodnikiem, ale w sezonie 2004/2005 zdobył gola ratującego Lazio przed spadkiem z ligi.
Przychodząc do Torino FC we wrześniu 2005 roku stał się bohaterem awansu do Serie A Granatowych. W drugim sezonie w Turynie, już drużynie występującej w Serie A, zdobył 3 gole.
We wrześniu 2006 roku Torino zgodziło się na opuszczenie klubu przez Muzziego, który podpisał dwuletni kontrakt z Calcio Padova. W październiku 2008 ogłosił zakończenie kariery.

### Reprezentacja
Nigdy nie zagrał w seniorskiej kadrze Włoch. Występował jedynie w drużynach młodzieżowych. Był w kadrze na igrzyska olimpijskie w Barcelonie, z zespołem U21 dwukrotnie zdobywał mistrzostwo Europy pod wodzą Cesare Maldiniego. W 1992 roku strzelił jedną bramkę w meczu z Danią U21. Dwa lata później we Francji Włosi obronili tytuł. Tym razem Muzzi gola nie zdobył (półfinał wygrany 5-3 karnymi, a finał 1-0 złotym golem).

## Sukcesy
- Puchar Włoch
  - 1990/91 AS Roma
  - 2003/04 S.S. Lazio
- Puchar Intertoto
  - 2000 Udinese Calcio
- Awans do Serie A
  - Cagliari Calcio 1996/97
  - Torino FC 2005/06
- Primavera
  - Roma 1989/90
- Torneo di Viareggio
  - Roma 1991
- Mistrzostwa Europy U-21 w piłce nożnej 1992, 1994

## Sezon po sezonie
| Sezon          | Drużyna  | Mecze | Gole | Liga    |
| -------------- | -------- | ----- | ---- | ------- |
| 1989/90        | Roma     | 1     | 0    | Serie A |
| 1990/91        | Roma     | 15    | 3    | A       |
| 1991/92        | Roma     | 10    | 1    | A       |
| 1992/93        | Roma     | 24    | 1    | A       |
| 1993/94        | Roma     | 5     | 1    | A       |
| listopad 93    | Pisa     | 23    | 8    | Serie B |
| 1994/95        | Roma     | 2     | 0    | A       |
| listopad 94    | Cagliari | 22    | 12   | A       |
| 1995/96        | Cagliari | 23    | 3    | A       |
| 1996/97        | Cagliari | 31    | 10   | B       |
| 1997/98        | Cagliari | 36    | 17   | B       |
| 1998/99        | Cagliari | 31    | 16   | A       |
| 1999/00        | Udinese  | 29    | 12   | A       |
| 2000/01        | Udinese  | 17    | 8    | A       |
| 2001/02        | Udinese  | 29    | 14   | A       |
| 2002/03        | Udinese  | 28    | 5    | A       |
| 2003/04        | Lazio    | 22    | 1    | A       |
| 2004/05        | Lazio    | 16    | 3    | A       |
| 2005/06        | Lazio    | 1     | 0    | A       |
| październik 05 | Torino   | 33    | 8    | B       |
| 2006/07        | Torino   | 28    | 3    | A       |
| 2007/08        | Padova   | 23    | 4    | Serie C |